# Moreno (calciatore portoghese)
João Miguel da Cunha Teixeira, meglio noto come Moreno (Urgezes, 19 agosto 1981), è un allenatore di calcio ed ex calciatore portoghese, di ruolo difensore.

## Caratteristiche tecniche
È un difensore centrale.

## Carriera

### Club
Ha disputato 196 partite nella prima divisione portoghese segnando 7 reti.

## Statistiche

### Presenze e reti nei club
| Stagione                 | Squadra                  | Campionato               | Campionato | Campionato | Coppe nazionali | Coppe nazionali | Coppe nazionali | Coppe continentali | Coppe continentali | Coppe continentali | Altre coppe | Altre coppe | Altre coppe | Totale | Totale |
| Stagione                 | Squadra                  | Comp                     | Pres       | Reti       | Comp            | Pres            | Reti            | Comp               | Pres               | Reti               | Comp        | Pres        | Reti        | Pres   | Reti   |
| ------------------------ | ------------------------ | ------------------------ | ---------- | ---------- | --------------- | --------------- | --------------- | ------------------ | ------------------ | ------------------ | ----------- | ----------- | ----------- | ------ | ------ |
| 2004-2005                | Vitória Guimarães        | PL                       | 16         | 2          | TP              | 0               | 0               |                    | -                  | -                  |             | -           | -           | 16     | 2      |
| 2005-2006                | Vitória Guimarães        | PL                       | 22         | 0          | TP              | 0               | 0               | CU                 | 4                  | 0                  |             | -           | -           | 26     | 0      |
| 2006-2007                | Vitória Guimarães        | PL                       | 16         | 1          | TP              | 0               | 0               |                    | -                  | -                  |             | -           | -           | 16     | 1      |
| 2007-2008                | Vitória Guimarães        | PL                       | 14         | 0          | TP+TL           | 0               | 0               |                    | -                  | -                  |             | -           | -           | 14     | 0      |
| 2008-2009                | Vitória Guimarães        | PL                       | 24         | 0          | TP+TL           | 2+4             | 0+1             | UCL+CU             | 2+1                | 0                  |             | -           | -           | 33     | 1      |
| 2009-2010                | Vitória Guimarães        | PL                       | 23         | 0          | TP+TL           | 3+5             | 0+2             |                    | -                  | -                  |             | -           | -           | 31     | 2      |
| 2010-2011                | Leicester City           | FLC                      | 3          | 0          | FACup+CdL       | 0+3             | 0               |                    | -                  | -                  |             | -           | -           | 6      | 0      |
| 2011-gen. 2012           | Leicester City           | FLC                      | 0          | 0          | FACup+CdL       | 0               | 0               |                    | -                  | -                  |             | -           | -           | 0      | 0      |
| gen.-giu. 2012           | Nacional                 | PL                       | 12         | 2          | TP+TL           | 1+1             | 0+1             |                    | -                  | -                  |             | -           | -           | 14     | 3      |
| 2012-2013                | Nacional                 | PL                       | 27         | 1          | TP+TL           | 0+2             | 0               |                    | -                  | -                  |             | -           | -           | 29     | 1      |
| Totale Nacional          | Totale Nacional          | Totale Nacional          | 39         | 3          |                 | 4               | 1               |                    | -                  | -                  |             | -           | -           | 43     | 4      |
| 2013-2014                | Vitória Guimarães        | PL                       | 22         | 0          | TP+TL           | 1+1             | 0               | UEL                | 3                  | 0                  |             | -           | -           | 27     | 0      |
| 2014-2015                | Vitória Guimarães        | PL                       | 12         | 1          | TP+TL           | 0+2             | 0               |                    | -                  | -                  |             | -           | -           | 14     | 1      |
| 2015-2016                | Vitória Guimarães        | PL                       | 4          | 0          | TP+TL           | 0               | 0               | UEL                | 2                  | 0                  |             | -           | -           | 6      | 0      |
| 2016-2017                | Vitória Guimarães        | PL                       | 4          | 0          | TP+TL           | 2+1             | 0               |                    | -                  | -                  |             | -           | -           | 7      | 0      |
| Totale Vitoria Guimaraes | Totale Vitoria Guimaraes | Totale Vitoria Guimaraes | 157        | 4          |                 | 21              | 3               |                    | 12                 | 0                  |             | -           | -           | 190    | 7      |
| Totale carriera          | Totale carriera          | Totale carriera          | 199+       | 7+         |                 | 28+             | 4+              |                    | 12+                | 0+                 |             | -           | -           | 239+   | 11+    |